# Леман, Павел Михайлович
Павел Михайлович Леман (1797—1860) — генерал-майор, декабрист, герой русско-турецкой войны 1828—1829 годов.
Брат Николая Михайловича Лемана.

## Биография
Родился в 1797 году в дворянской семье надворного советника Михаила Михайловича Лемана. Образование начал получать в Горном кадетском корпусе, однако не закончил его «не желая служить по горной части» и некоторое время обучался дома.
На военную службу вступил 11 апреля 1812 года фейерверкером 4-го класса в лейб-гвардии артиллерийскую бригаду и 28 июля был произведён в юнкеры.
Принял участие в отечественной войне 1812 года; отличился в сражении при Бородино и 11 ноября «по экзамену» был произведён в прапорщики с переводом в 3-ю резервную артиллерийскую бригаду. Участвовал в Заграничных походах; с 7 ноября 1813 года служил в 21-й конной роте 3-й запасной артиллерийской бригады; 4 июня 1815 года произведён за отличие в подпоручики.
С 28 декабря 1817 года служил в лейб-гвардии Московском полку, где 26 января 1818 года получил чин поручика, затем — штабс-капитана (26 ноября 1819 года) и капитана (21 апреля 1822 года).
С переводом в лейб-гвардии Финляндский полк 6 апреля 1824 года Леман был произведён в полковники, а 13 августа, по собственному прошению был переведён в Пермский пехотный полк.
Леман членом Южного общества был указан в списке А. И. Майбороды и 29 декабря 1825 года был арестован в м. Немирове по делу П. И. Пестеля. Допрошен 30 декабря в Тульчине и 31 декабря был отпущен. А в это время, 30 декабря из Санкт-Петербурге был отправлен приказ об его аресте, который был исполнен 6 января 1826 года и Леман вместе с Н. В. Басаргиным был отправлен в Санкт-Петербург, где проводилось основное следствие по делу декабристов; содержался в Петропавловской крепости.
Высочайше 13 июня 1826 года было повелено продержать его под арестом ещё месяц и затем вернуть на военную службу в другой полк с прежним чином. После освобождения 7 июля он был зачислен в Томский пехотный полк, а 21 января 1827 года переведён на Кавказ с зачислением в Мингрельский пехотный полк.
В 1828—1829 годах Леман принимал участие в кампании против Турции. С 6 января 1829 года он командовал 41-м егерским полком, во главе которого отличился в сражении близ Каинлы и в урочище Миллюдюзе.
19 января 1830 года был награждён орденом Св. Георгия 4-й степени
19-го июня с вверенным ему полком преследовал бегущего неприятеля; 20-го, — с отличным мужеством и примерной храбростью вёл полк на неприятельские батареи, на коих взято 15 орудий.
28 февраля 1831 Леман был назначен командиром 2-й бригады 20-й пехотной дивизии, с 4 октября 1832 года командовал 1-й бригадой 10-й пехотной дивизии. 12 мая 1834 года Леман был произведён в генерал-майоры и назначен командиром и 13 августа получил в командование 1-ю бригаду 2-й пехотной дивизии.
22 июня 1843 году Леман за жестокое обращение с нижними чинами был назначен состоять по армии без должности и предан суду. 4 сентября 1844 года он был уволен от службы.
Скончался 27 июля 1860 года в Санкт-Петербурге, похоронен на Смоленском православном кладбище (могила не сохранилась).
Леман был женат на дочери херсонского коменданта генерал-лейтенанта К. К. Краббе Александре, у них было 11 детей. Одна из дочерей, Мария, стала женой адмирала К. П. Пилкина.

## Награды
Среди прочих наград Леман имел ордена:
- Орден Святого Владимира 4-й степени с бантом (1828)
- Золотая шпага с надписью «За храбрость» (1 января 1829)
- Орден Святой Анны 2-й степени с бантом и алмазными знаками (1829)
- Орден Святого Георгия 4-й степени (19 января 1830; № 4395 по кавалерскому списку Григоровича — Степанова).